# Healthy Ageing Tour 2021
La 10e édition de l'Healthy Ageing Tour (connu auparavant sous le nom d'Energiewacht Tour) a lieu du 10 mars au 12 mars 2021. La course fait partie du calendrier international féminin UCI 2021 en catégorie 2.1.
La première étape est remportée au sprint par Jolien D'Hoore. Ellen van Dijk gagne le contre-la-montre de la deuxième étape. Sur la difficile troisième étape, Lonneke Uneken gagne en solitaire. Ellen van Dijk remporte l'épreuve devant Lisa Brennauer et Emma Norsgaard Jørgensen. Cette dernière est également meilleure jeune. Lonneke Uneken gagne le classement de la montagne, Amy Pieters celui par points et Gudrun Stock celui des sprints. SD Worx est la meilleure équipe.

## Équipes
| UCI Women's WorldTeams (6)- Canyon-SRAM Racing - FDJ-Nouvelle Aquitaine-Futuroscope - Movistar Team - SD Worx - Team DSM - Trek-Segafredo Équipes féminines continentales (8)- Andy Schleck-CP NVST-Immo Losch - CAMS-Tifosi - Ceratizit-WNT Pro Cycling - Drops-Le col - GT Krush Tunap - NXTG Racing - Parkhotel Valkenburg - Jumbo-Visma Équipes nationales (2)- Pays-Bas - Allemagne |
| |

## Parcours
La première étape se déroule sur le TT Circuit Assen et en effectue vingt-huit tours. La dernière étape propose 115 km dans le Wijster avec six-sept tours autour du VAM-berg, une côte emprunté lors du Tour de Drenthe longue de 400 m avec en moyenne 6%.

## Étapes
| Étape     | Date    | Villes étapes                       | type                        | Distance (km) | Vainqueur d'étape | Leader du classement général |
| --------- | ------- | ----------------------------------- | --------------------------- | ------------- | ----------------- | ---------------------------- |
| 1re étape | 10 mars | TT Circuit Assen – TT Circuit Assen | étape de plaine             | 126           | Jolien D'Hoore    | Jolien D'Hoore               |
| 2e étape  | 11 mars | Lauwersoog – Lauwersoog             | contre-la-montre individuel | 14,4          | Ellen van Dijk    | Ellen van Dijk               |
| 3e étape  | 12 mars | Wijster – Wijster                   | étape vallonnée             | 115,1         | Lonneke Uneken    | Ellen van Dijk               |

## Déroulement de la course

### 1reétape
Amy Pieters remporte le premier sprint bonus et Lisa Brennauer le deuxième. Le prix des monts est gagné par Chloe Hosking. Gudrun Stock gagne cinq des six sprints intermédiaires. Lena Mettraux s'échappe et empoche un sprint bonus et le dernier sprint intermédiaire. À neuf kilomètres de l'arrivée, le peloton est groupé. Daniek Hengeveld sort dans le final et est reprise dans les derniers mètres. Alice Barnes lance le sprint, Lorena Wiebes est dans sa roue, mais semble fairet une erreur de pilotage et chute. Jolien D'Hoore remonte Alice Barnes et s'impose.
| \| Classement de l'étape \| Classement de l'étape \| Classement de l'étape \| Classement de l'étape \| Classement de l'étape \| \| Coureuse \| Coureuse \| Pays \| Équipe \| Temps \| \| --------------------- \| ----------------------- \| --------------------- \| ------------------------------- \| --------------------- \| \| 1re \| Jolien D'Hoore \| Belgique \| SD Worx \| 3 h 14 min 03 s \| \| 2e \| Alice Barnes \| Royaume-Uni \| Canyon-SRAM Racing \| + 0 s \| \| 3e \| Karlijn Swinkels \| Pays-Bas \| Jumbo-Visma Women Team \| + 0 s \| \| 4e \| Anna Henderson \| Royaume-Uni \| Jumbo-Visma Women Team \| + 0 s \| \| 5e \| Charlotte Kool \| Pays-Bas \| NXTG Racing \| + 0 s \| \| 6e \| Amy Pieters \| Pays-Bas \| SD Worx \| + 0 s \| \| 7e \| Georgia Danford \| Australie \| Andy Schleck-CP NVST-Immo Losch \| + 0 s \| \| 8e \| Daniek Hengeveld \| Pays-Bas \| GT Krush Tunap \| + 0 s \| \| 9e \| Marjolein van 't Geloof \| Pays-Bas \| Drops-Le Col \| + 0 s \| \| 10e \| Amber van der Hulst \| Pays-Bas \| Parkhotel Valkenburg \| + 0 s \| |                         |             |                                 |                 |
| |                         |             |                                 |                 |
| Source : ProCyclingStats |                         |             |                                 |                 |
| Classement de l'étape |                         |             |                                 |                 |
| Coureuse | Coureuse                | Pays        | Équipe                          | Temps           |
| 1re | Jolien D'Hoore          | Belgique    | SD Worx                         | 3 h 14 min 03 s |
| 2e | Alice Barnes            | Royaume-Uni | Canyon-SRAM Racing              | + 0 s           |
| 3e | Karlijn Swinkels        | Pays-Bas    | Jumbo-Visma Women Team          | + 0 s           |
| 4e | Anna Henderson          | Royaume-Uni | Jumbo-Visma Women Team          | + 0 s           |
| 5e | Charlotte Kool          | Pays-Bas    | NXTG Racing                     | + 0 s           |
| 6e | Amy Pieters             | Pays-Bas    | SD Worx                         | + 0 s           |
| 7e | Georgia Danford         | Australie   | Andy Schleck-CP NVST-Immo Losch | + 0 s           |
| 8e | Daniek Hengeveld        | Pays-Bas    | GT Krush Tunap                  | + 0 s           |
| 9e | Marjolein van 't Geloof | Pays-Bas    | Drops-Le Col                    | + 0 s           |
| 10e | Amber van der Hulst     | Pays-Bas    | Parkhotel Valkenburg            | + 0 s           |

| \| Classement général \| Classement général \| Classement général \| Classement général \| Classement général \| \| Coureuse \| Coureuse \| Pays \| Équipe \| Temps \| \| ------------------ \| ------------------ \| ------------------ \| ------------------------------- \| ------------------ \| \| 1re \| Jolien D'Hoore \| Belgique \| SD Worx \| 3 h 13 min 53 s \| \| 2e \| Alice Barnes \| Royaume-Uni \| Canyon-SRAM Racing \| + 4 s \| \| 3e \| Lisa Brennauer \| Allemagne \| Ceratizit-WNT Pro Cycling \| + 5 s \| \| 4e \| Karlijn Swinkels \| Pays-Bas \| Jumbo-Visma Women Team \| + 6 s \| \| 5e \| Amy Pieters \| Pays-Bas \| SD Worx \| + 7 s \| \| 6e \| Emma Norsgaard \| Danemark \| Movistar Team \| + 7 s \| \| 7e \| Léna Mettraux \| Suisse \| Andy Schleck-CP NVST-Immo Losch \| + 7 s \| \| 8e \| Joscelin Lowden \| Royaume-Uni \| Drops-Le Col \| + 8 s \| \| 9e \| Anna Henderson \| Royaume-Uni \| Jumbo-Visma Women Team \| + 9 s \| \| 10e \| Nathalie Eklund \| Suède \| GT Krush Tunap \| + 9 s \| |                  |             |                                 |                 |
| |                  |             |                                 |                 |
| Source : ProCyclingStats |                  |             |                                 |                 |
| Classement général |                  |             |                                 |                 |
| Coureuse | Coureuse         | Pays        | Équipe                          | Temps           |
| 1re | Jolien D'Hoore   | Belgique    | SD Worx                         | 3 h 13 min 53 s |
| 2e | Alice Barnes     | Royaume-Uni | Canyon-SRAM Racing              | + 4 s           |
| 3e | Lisa Brennauer   | Allemagne   | Ceratizit-WNT Pro Cycling       | + 5 s           |
| 4e | Karlijn Swinkels | Pays-Bas    | Jumbo-Visma Women Team          | + 6 s           |
| 5e | Amy Pieters      | Pays-Bas    | SD Worx                         | + 7 s           |
| 6e | Emma Norsgaard   | Danemark    | Movistar Team                   | + 7 s           |
| 7e | Léna Mettraux    | Suisse      | Andy Schleck-CP NVST-Immo Losch | + 7 s           |
| 8e | Joscelin Lowden  | Royaume-Uni | Drops-Le Col                    | + 8 s           |
| 9e | Anna Henderson   | Royaume-Uni | Jumbo-Visma Women Team          | + 9 s           |
| 10e | Nathalie Eklund  | Suède       | GT Krush Tunap                  | + 9 s           |

### 2eétape
La mauvaise météo, vent très fort, pousse les organisateurs à différer le départ de cinq heures. Sur ce contre-la-montre, Ellen van Dijk s'impose largement sur Amy Pieters.
| \| Classement de l'étape \| Classement de l'étape \| Classement de l'étape \| Classement de l'étape \| Classement de l'étape \| \| Coureuse \| Coureuse \| Pays \| Équipe \| Temps \| \| --------------------- \| --------------------- \| --------------------- \| ------------------------- \| --------------------- \| \| 1re \| Ellen van Dijk \| Pays-Bas \| Trek-Segafredo \| 20 min 53 s \| \| 2e \| Amy Pieters \| Pays-Bas \| SD Worx \| + 26 s \| \| 3e \| Lisa Brennauer \| Allemagne \| Ceratizit-WNT Pro Cycling \| + 30 s \| \| 4e \| Emma Norsgaard \| Danemark \| Movistar Team \| + 36 s \| \| 5e \| Lisa Klein \| Allemagne \| Canyon-SRAM Racing \| + 39 s \| \| 6e \| Joscelin Lowden \| Royaume-Uni \| Drops-Le Col \| + 43 s \| \| 7e \| Alice Barnes \| Royaume-Uni \| Canyon-SRAM Racing \| + 51 s \| \| 8e \| Teuntje Beekhuis \| Pays-Bas \| Jumbo-Visma Women Team \| + 1 min 02 s \| \| 9e \| Anna Henderson \| Royaume-Uni \| Jumbo-Visma Women Team \| + 1 min 03 s \| \| 10e \| Daniek Hengeveld \| Pays-Bas \| GT Krush Tunap \| + 1 min 05 s \| |                  |             |                           |              |
| |                  |             |                           |              |
| Source : ProCyclingStats |                  |             |                           |              |
| Classement de l'étape |                  |             |                           |              |
| Coureuse | Coureuse         | Pays        | Équipe                    | Temps        |
| 1re | Ellen van Dijk   | Pays-Bas    | Trek-Segafredo            | 20 min 53 s  |
| 2e | Amy Pieters      | Pays-Bas    | SD Worx                   | + 26 s       |
| 3e | Lisa Brennauer   | Allemagne   | Ceratizit-WNT Pro Cycling | + 30 s       |
| 4e | Emma Norsgaard   | Danemark    | Movistar Team             | + 36 s       |
| 5e | Lisa Klein       | Allemagne   | Canyon-SRAM Racing        | + 39 s       |
| 6e | Joscelin Lowden  | Royaume-Uni | Drops-Le Col              | + 43 s       |
| 7e | Alice Barnes     | Royaume-Uni | Canyon-SRAM Racing        | + 51 s       |
| 8e | Teuntje Beekhuis | Pays-Bas    | Jumbo-Visma Women Team    | + 1 min 02 s |
| 9e | Anna Henderson   | Royaume-Uni | Jumbo-Visma Women Team    | + 1 min 03 s |
| 10e | Daniek Hengeveld | Pays-Bas    | GT Krush Tunap            | + 1 min 05 s |

| \| Classement général \| Classement général \| Classement général \| Classement général \| Classement général \| \| Coureuse \| Coureuse \| Pays \| Équipe \| Temps \| \| ------------------ \| ------------------ \| ------------------ \| ------------------------- \| ------------------ \| \| 1re \| Ellen van Dijk \| Pays-Bas \| Trek-Segafredo \| 3 h 34 min 56 s \| \| 2e \| Amy Pieters \| Pays-Bas \| SD Worx \| + 23 s \| \| 3e \| Lisa Brennauer \| Allemagne \| Ceratizit-WNT Pro Cycling \| + 25 s \| \| 4e \| Emma Norsgaard \| Danemark \| Movistar Team \| + 33 s \| \| 5e \| Lisa Klein \| Allemagne \| Canyon-SRAM Racing \| + 39 s \| \| 6e \| Joscelin Lowden \| Royaume-Uni \| Drops-Le Col \| + 41 s \| \| 7e \| Alice Barnes \| Royaume-Uni \| Canyon-SRAM Racing \| + 45 s \| \| 8e \| Teuntje Beekhuis \| Pays-Bas \| Jumbo-Visma Women Team \| + 1 min 02 s \| \| 9e \| Anna Henderson \| Royaume-Uni \| Jumbo-Visma Women Team \| + 1 min 02 s \| \| 10e \| Daniek Hengeveld \| Pays-Bas \| GT Krush Tunap \| + 1 min 05 s \| |                  |             |                           |                 |
| |                  |             |                           |                 |
| Source : ProCyclingStats |                  |             |                           |                 |
| Classement général |                  |             |                           |                 |
| Coureuse | Coureuse         | Pays        | Équipe                    | Temps           |
| 1re | Ellen van Dijk   | Pays-Bas    | Trek-Segafredo            | 3 h 34 min 56 s |
| 2e | Amy Pieters      | Pays-Bas    | SD Worx                   | + 23 s          |
| 3e | Lisa Brennauer   | Allemagne   | Ceratizit-WNT Pro Cycling | + 25 s          |
| 4e | Emma Norsgaard   | Danemark    | Movistar Team             | + 33 s          |
| 5e | Lisa Klein       | Allemagne   | Canyon-SRAM Racing        | + 39 s          |
| 6e | Joscelin Lowden  | Royaume-Uni | Drops-Le Col              | + 41 s          |
| 7e | Alice Barnes     | Royaume-Uni | Canyon-SRAM Racing        | + 45 s          |
| 8e | Teuntje Beekhuis | Pays-Bas    | Jumbo-Visma Women Team    | + 1 min 02 s    |
| 9e | Anna Henderson   | Royaume-Uni | Jumbo-Visma Women Team    | + 1 min 02 s    |
| 10e | Daniek Hengeveld | Pays-Bas    | GT Krush Tunap            | + 1 min 05 s    |

### 3eétape
La météo est venteuse et pluvieuse. Au kilomètre quarante-cinq un groupe d'échappée se forme. Il s'agit de : Jolien D'Hoore, Anna Henderson, Lauretta Hanson, Lonneke Uneken et Emma Norsgaard Jørgensen. Leur avance atteint une minute quarante. Les ascensions successives du VAM-berg réduisent la taille du peloton. Uneken prend les points du prix des monts et D'Hoore les sprints intermédiaires. Lauretta Hanson se laisse lâcher pour chasser avec le peloton pour sa leader Ellen van Dijk. À dix-huit kilomètres de l'arrivée, Lonneke Uneken attaque en solitaire. Elle maintient environ une minute d'avance sur un groupe de huit favorites en chasse. Elle remporte l'étape. Derrière, Emma Norsgaard règle le groupe de chasse.
| \| Classement de l'étape \| Classement de l'étape \| Classement de l'étape \| Classement de l'étape \| Classement de l'étape \| \| Coureuse \| Coureuse \| Pays \| Équipe \| Temps \| \| --------------------- \| --------------------- \| --------------------- \| ------------------------- \| --------------------- \| \| 1re \| Lonneke Uneken \| Pays-Bas \| SD Worx \| 3 h 32 min 13 s \| \| 2e \| Emma Norsgaard \| Danemark \| Movistar Team \| + 1 min 14 s \| \| 3e \| Lisa Brennauer \| Allemagne \| Ceratizit-WNT Pro Cycling \| + 1 min 14 s \| \| 4e \| Ellen van Dijk \| Pays-Bas \| Trek-Segafredo \| + 1 min 29 s \| \| 5e \| Lisa Klein \| Allemagne \| Canyon-SRAM Racing \| + 1 min 33 s \| \| 6e \| Amy Pieters \| Pays-Bas \| SD Worx \| + 1 min 35 s \| \| 7e \| Alice Barnes \| Royaume-Uni \| Canyon-SRAM Racing \| + 1 min 40 s \| \| 8e \| Amber van der Hulst \| Pays-Bas \| Parkhotel Valkenburg \| + 2 min 20 s \| \| 9e \| Pfeiffer Georgi \| Royaume-Uni \| Team DSM \| + 2 min 54 s \| \| 10e \| Marta Lach \| Pologne \| Ceratizit-WNT Pro Cycling \| + 2 min 58 s \| |                     |             |                           |                 |
| |                     |             |                           |                 |
| Source : ProCyclingStats |                     |             |                           |                 |
| Classement de l'étape |                     |             |                           |                 |
| Coureuse | Coureuse            | Pays        | Équipe                    | Temps           |
| 1re | Lonneke Uneken      | Pays-Bas    | SD Worx                   | 3 h 32 min 13 s |
| 2e | Emma Norsgaard      | Danemark    | Movistar Team             | + 1 min 14 s    |
| 3e | Lisa Brennauer      | Allemagne   | Ceratizit-WNT Pro Cycling | + 1 min 14 s    |
| 4e | Ellen van Dijk      | Pays-Bas    | Trek-Segafredo            | + 1 min 29 s    |
| 5e | Lisa Klein          | Allemagne   | Canyon-SRAM Racing        | + 1 min 33 s    |
| 6e | Amy Pieters         | Pays-Bas    | SD Worx                   | + 1 min 35 s    |
| 7e | Alice Barnes        | Royaume-Uni | Canyon-SRAM Racing        | + 1 min 40 s    |
| 8e | Amber van der Hulst | Pays-Bas    | Parkhotel Valkenburg      | + 2 min 20 s    |
| 9e | Pfeiffer Georgi     | Royaume-Uni | Team DSM                  | + 2 min 54 s    |
| 10e | Marta Lach          | Pologne     | Ceratizit-WNT Pro Cycling | + 2 min 58 s    |

## Classements finals

### Classement général final
| \| Classement général \| Classement général \| Classement général \| Classement général \| Classement général \| \| Coureuse \| Coureuse \| Pays \| Équipe \| Temps \| \| ------------------ \| ------------------- \| ------------------ \| ------------------------- \| ------------------ \| \| 1re \| Ellen van Dijk \| Pays-Bas \| Trek-Segafredo \| 7 h 08 min 38 s \| \| 2e \| Lisa Brennauer \| Allemagne \| Ceratizit-WNT Pro Cycling \| + 6 s \| \| 3e \| Emma Norsgaard \| Danemark \| Movistar Team \| + 12 s \| \| 4e \| Lonneke Uneken \| Pays-Bas \| SD Worx \| + 20 s \| \| 5e \| Amy Pieters \| Pays-Bas \| SD Worx \| + 29 s \| \| 6e \| Lisa Klein \| Allemagne \| Canyon-SRAM Racing \| + 43 s \| \| 7e \| Alice Barnes \| Royaume-Uni \| Canyon-SRAM Racing \| + 56 s \| \| 8e \| Teuntje Beekhuis \| Pays-Bas \| Jumbo-Visma Women Team \| + 2 min 42 s \| \| 9e \| Amber van der Hulst \| Pays-Bas \| Parkhotel Valkenburg \| + 2 min 42 s \| \| 10e \| Anna Henderson \| Royaume-Uni \| Jumbo-Visma Women Team \| + 2 min 50 s \| |                     |             |                           |                 |
| |                     |             |                           |                 |
| Source : ProCyclingStats |                     |             |                           |                 |
| Classement général |                     |             |                           |                 |
| Coureuse | Coureuse            | Pays        | Équipe                    | Temps           |
| 1re | Ellen van Dijk      | Pays-Bas    | Trek-Segafredo            | 7 h 08 min 38 s |
| 2e | Lisa Brennauer      | Allemagne   | Ceratizit-WNT Pro Cycling | + 6 s           |
| 3e | Emma Norsgaard      | Danemark    | Movistar Team             | + 12 s          |
| 4e | Lonneke Uneken      | Pays-Bas    | SD Worx                   | + 20 s          |
| 5e | Amy Pieters         | Pays-Bas    | SD Worx                   | + 29 s          |
| 6e | Lisa Klein          | Allemagne   | Canyon-SRAM Racing        | + 43 s          |
| 7e | Alice Barnes        | Royaume-Uni | Canyon-SRAM Racing        | + 56 s          |
| 8e | Teuntje Beekhuis    | Pays-Bas    | Jumbo-Visma Women Team    | + 2 min 42 s    |
| 9e | Amber van der Hulst | Pays-Bas    | Parkhotel Valkenburg      | + 2 min 42 s    |
| 10e | Anna Henderson      | Royaume-Uni | Jumbo-Visma Women Team    | + 2 min 50 s    |

### Points UCI
| Position           | 1er | 2e | 3e | 4e | 5e | 6e | 7e | 8e | 9e | 10e | 11e | 12e | 13e à 15e | 16e à 25e |
| Classement général | 125 | 85 | 70 | 60 | 50 | 40 | 35 | 30 | 25 | 20  | 15  | 10  | 5         | 3         |
| Par étape          | 16  | 12 | 8  | 6  | 5  | 4  | 3  | 2  |    |     |     |     |           |           |
| Leader, par étape  | 3   |    |    |    |    |    |    |    |    |     |     |     |           |           |

### Classements annexes
| Classement par points | Classement par points | Classement par points | Classement par points     | Classement par points |
| Coureuse              | Coureuse              | Pays                  | Équipe                    | Points                |
| --------------------- | --------------------- | --------------------- | ------------------------- | --------------------- |
| 1re                   | Amy Pieters           | Pays-Bas              | SD Worx                   | 40 pts                |
| 2e                    | Ellen van Dijk        | Pays-Bas              | Trek-Segafredo            | 39 pts                |
| 3e                    | Emma Norsgaard        | Danemark              | Movistar Team             | 39 pts                |
| 4e                    | Alice Barnes          | Royaume-Uni           | Canyon-SRAM Racing        | 38 pts                |
| 5e                    | Lisa Brennauer        | Allemagne             | Ceratizit-WNT Pro Cycling | 32 pts                |
| 6e                    | Lonneke Uneken        | Pays-Bas              | SD Worx                   | 25 pts                |
| 7e                    | Jolien D'Hoore        | Belgique              | SD Worx                   | 25 pts                |
| 8e                    | Lisa Klein            | Allemagne             | Canyon-SRAM Racing        | 24 pts                |
| 9e                    | Anna Henderson        | Royaume-Uni           | Jumbo-Visma Women Team    | 21 pts                |
| 10e                   | Karlijn Swinkels      | Pays-Bas              | Jumbo-Visma Women Team    | 16 pts                |

| Classement par points | Classement par points | Classement par points | Classement par points     | Classement par points |
| Coureuse              | Coureuse              | Pays                  | Équipe                    | Points                |
| --------------------- | --------------------- | --------------------- | ------------------------- | --------------------- |
| 1re                   | Amy Pieters           | Pays-Bas              | SD Worx                   | 40 pts                |
| 2e                    | Ellen van Dijk        | Pays-Bas              | Trek-Segafredo            | 39 pts                |
| 3e                    | Emma Norsgaard        | Danemark              | Movistar Team             | 39 pts                |
| 4e                    | Alice Barnes          | Royaume-Uni           | Canyon-SRAM Racing        | 38 pts                |
| 5e                    | Lisa Brennauer        | Allemagne             | Ceratizit-WNT Pro Cycling | 32 pts                |
| 6e                    | Lonneke Uneken        | Pays-Bas              | SD Worx                   | 25 pts                |
| 7e                    | Jolien D'Hoore        | Belgique              | SD Worx                   | 25 pts                |
| 8e                    | Lisa Klein            | Allemagne             | Canyon-SRAM Racing        | 24 pts                |
| 9e                    | Anna Henderson        | Royaume-Uni           | Jumbo-Visma Women Team    | 21 pts                |
| 10e                   | Karlijn Swinkels      | Pays-Bas              | Jumbo-Visma Women Team    | 16 pts                |

| Classement du meilleur jeune | Classement du meilleur jeune | Classement du meilleur jeune | Classement du meilleur jeune       | Classement du meilleur jeune |
| Coureuse                     | Coureuse                     | Pays                         | Équipe                             | Temps                        |
| ---------------------------- | ---------------------------- | ---------------------------- | ---------------------------------- | ---------------------------- |
| 1re                          | Emma Norsgaard               | Danemark                     | Movistar Team                      | 7 h 08 min 50 s              |
| 2e                           | Lonneke Uneken               | Pays-Bas                     | SD Worx                            | + 8 s                        |
| 3e                           | Amber van der Hulst          | Pays-Bas                     | Parkhotel Valkenburg               | + 2 min 30 s                 |
| 4e                           | Pfeiffer Georgi              | Royaume-Uni                  | Team DSM                           | + 4 min 03 s                 |
| 5e                           | Maike van der Duin           | Pays-Bas                     | Drops-Le Col                       | + 4 min 11 s                 |
| 6e                           | Mischa Bredewold             | Pays-Bas                     | Parkhotel Valkenburg               | + 7 min 28 s                 |
| 7e                           | Sofie van Rooijen            | Pays-Bas                     | Pays-Bas                           | + 8 min 32 s                 |
| 8e                           | Jade Wiel                    | France                       | FDJ-Nouvelle Aquitaine-Futuroscope | + 8 min 56 s                 |

| Classement du meilleur jeune | Classement du meilleur jeune | Classement du meilleur jeune | Classement du meilleur jeune       | Classement du meilleur jeune |
| Coureuse                     | Coureuse                     | Pays                         | Équipe                             | Temps                        |
| ---------------------------- | ---------------------------- | ---------------------------- | ---------------------------------- | ---------------------------- |
| 1re                          | Emma Norsgaard               | Danemark                     | Movistar Team                      | 7 h 08 min 50 s              |
| 2e                           | Lonneke Uneken               | Pays-Bas                     | SD Worx                            | + 8 s                        |
| 3e                           | Amber van der Hulst          | Pays-Bas                     | Parkhotel Valkenburg               | + 2 min 30 s                 |
| 4e                           | Pfeiffer Georgi              | Royaume-Uni                  | Team DSM                           | + 4 min 03 s                 |
| 5e                           | Maike van der Duin           | Pays-Bas                     | Drops-Le Col                       | + 4 min 11 s                 |
| 6e                           | Mischa Bredewold             | Pays-Bas                     | Parkhotel Valkenburg               | + 7 min 28 s                 |
| 7e                           | Sofie van Rooijen            | Pays-Bas                     | Pays-Bas                           | + 8 min 32 s                 |
| 8e                           | Jade Wiel                    | France                       | FDJ-Nouvelle Aquitaine-Futuroscope | + 8 min 56 s                 |

| Classement des sprints | Classement des sprints | Classement des sprints | Classement des sprints | Classement des sprints |
| Coureuse               | Coureuse               | Pays                   | Équipe                 | Points                 |
| ---------------------- | ---------------------- | ---------------------- | ---------------------- | ---------------------- |
| 1re                    | Gudrun Stock           | Allemagne              | Maxx-solar Lindig      | 17 pts                 |
| 2e                     | Lonneke Uneken         | Pays-Bas               | SD Worx                | 6 pts                  |
| 3e                     | Lisa Klein             | Allemagne              | Canyon-SRAM Racing     | 6 pts                  |

| Classement des sprints | Classement des sprints | Classement des sprints | Classement des sprints | Classement des sprints |
| Coureuse               | Coureuse               | Pays                   | Équipe                 | Points                 |
| ---------------------- | ---------------------- | ---------------------- | ---------------------- | ---------------------- |
| 1re                    | Gudrun Stock           | Allemagne              | Maxx-solar Lindig      | 17 pts                 |
| 2e                     | Lonneke Uneken         | Pays-Bas               | SD Worx                | 6 pts                  |
| 3e                     | Lisa Klein             | Allemagne              | Canyon-SRAM Racing     | 6 pts                  |

| Classement de la montagne | Classement de la montagne | Classement de la montagne | Classement de la montagne | Classement de la montagne |
| Coureuse                  | Coureuse                  | Pays                      | Équipe                    | Points                    |
| ------------------------- | ------------------------- | ------------------------- | ------------------------- | ------------------------- |
| 1re                       | Lonneke Uneken            | Pays-Bas                  | SD Worx                   | 25 pts                    |
| 2e                        | Emma Norsgaard            | Danemark                  | Movistar Team             | 9 pts                     |
| 3e                        | Jolien D'Hoore            | Belgique                  | SD Worx                   | 5 pts                     |
| 4e                        | Ellen van Dijk            | Pays-Bas                  | Trek-Segafredo            | 3 pts                     |
| 5e                        | Lisa Klein                | Allemagne                 | Canyon-SRAM Racing        | 3 pts                     |
| 6e                        | Anna Henderson            | Royaume-Uni               | Jumbo-Visma Women Team    | 3 pts                     |
| 7e                        | Alexis Magner             | États-Unis                | Canyon-SRAM Racing        | 3 pts                     |
| 8e                        | Lisa Brennauer            | Allemagne                 | Ceratizit-WNT Pro Cycling | 1 pt                      |
| 9e                        | Alicia González           | Espagne                   | Movistar Team             | 1 pt                      |
| 10e                       | Susanne Andersen          | Norvège                   | Team DSM                  | 1 pt                      |

| Classement de la montagne | Classement de la montagne | Classement de la montagne | Classement de la montagne | Classement de la montagne |
| Coureuse                  | Coureuse                  | Pays                      | Équipe                    | Points                    |
| ------------------------- | ------------------------- | ------------------------- | ------------------------- | ------------------------- |
| 1re                       | Lonneke Uneken            | Pays-Bas                  | SD Worx                   | 25 pts                    |
| 2e                        | Emma Norsgaard            | Danemark                  | Movistar Team             | 9 pts                     |
| 3e                        | Jolien D'Hoore            | Belgique                  | SD Worx                   | 5 pts                     |
| 4e                        | Ellen van Dijk            | Pays-Bas                  | Trek-Segafredo            | 3 pts                     |
| 5e                        | Lisa Klein                | Allemagne                 | Canyon-SRAM Racing        | 3 pts                     |
| 6e                        | Anna Henderson            | Royaume-Uni               | Jumbo-Visma Women Team    | 3 pts                     |
| 7e                        | Alexis Magner             | États-Unis                | Canyon-SRAM Racing        | 3 pts                     |
| 8e                        | Lisa Brennauer            | Allemagne                 | Ceratizit-WNT Pro Cycling | 1 pt                      |
| 9e                        | Alicia González           | Espagne                   | Movistar Team             | 1 pt                      |
| 10e                       | Susanne Andersen          | Norvège                   | Team DSM                  | 1 pt                      |

| Classement par équipes | Classement par équipes | Classement par équipes | Classement par équipes |
| Équipe                 | Équipe                 | Pays                   | Temps                  |
| ---------------------- | ---------------------- | ---------------------- | ---------------------- |
| 1re                    | SD Worx                | Pays-Bas               | 21 h 29 min 45 s       |
| 2e                     | Canyon-SRAM Racing     | Allemagne              | + 46 s                 |
| 3e                     | Jumbo-Visma            | Pays-Bas               | + 4 min 49 s           |

| Classement par équipes | Classement par équipes | Classement par équipes | Classement par équipes |
| Équipe                 | Équipe                 | Pays                   | Temps                  |
| ---------------------- | ---------------------- | ---------------------- | ---------------------- |
| 1re                    | SD Worx                | Pays-Bas               | 21 h 29 min 45 s       |
| 2e                     | Canyon-SRAM Racing     | Allemagne              | + 46 s                 |
| 3e                     | Jumbo-Visma            | Pays-Bas               | + 4 min 49 s           |

## Évolution des classements
| Étape              |                             | Vainqueur _    | Classement général | Classement par points | Meilleure grimpeuse | Meilleure sprinteuse | Meilleure jeune | Meilleure équipe _ |
| ------------------ | --------------------------- | -------------- | ------------------ | --------------------- | ------------------- | -------------------- | --------------- | ------------------ |
| 1re étape          | étape de plaine             | Jolien D'Hoore | Jolien D'Hoore     | Jolien D'Hoore        | Chloe Hosking       | Gudrun Stock         | Emma Norsgaard  | Jumbo-Visma        |
| 2e étape           | contre-la-montre individuel | Ellen van Dijk | Ellen van Dijk     | Amy Pieters           | Chloe Hosking       | Gudrun Stock         | Emma Norsgaard  | Canyon-SRAM Racing |
| 3e étape           | étape vallonnée             | Lonneke Uneken | Ellen van Dijk     | Amy Pieters           | Lonneke Uneken      | Gudrun Stock         | Emma Norsgaard  | SD Worx            |
| Classements finals | Classements finals          |                | Ellen van Dijk     | Amy Pieters           | Lonneke Uneken      | Gudrun Stock         | Emma Norsgaard  | SD Worx            |

Note : le classement amateur est en fait le classement de la meilleure amateur néerlandaise.

## Liste des participantes
| Légende                          | Légende                                                                                              | Légende                                | Légende |
| -------------------------------- | --- | -------------------------------------- | --- |
| Num                              | Dossard de départ porté par la coureuse sur ce Healthy Ageing Tour féminin                           | Pos                                    | Position finale au classement général                                                                           |
| Leader du classement général     | Indique la vainqueur du classement général                                                           | Leader du classement par points        | Indique la vainqueur du classement par points                                                                   |
| Leader du classement des sprints | Indique la vainqueur du classement des sprints                                                       | Leader du classement du meilleur jeune | Indique la vainqueur du classement de la meilleure jeune                                                        |
|                                  | Indique la vainqueur du classement de la meilleure amateuse néerlandaise                             |                                        | Indique un maillot de champion national ou mondial, suivi de sa spécialité                                      |
| #                                | Indique la meilleure équipe                                                                          | NP                                     | Indique une coureuse qui n'a pas pris le départ d'une étape, suivi du numéro de l'étape où elle s'est retirée   |
| AB                               | Indique une coureuse qui n'a pas terminé une étape, suivi du numéro de l'étape où elle s'est retirée | HD                                     | Indique un coureuse qui a terminé une étape hors des délais, suivi du numéro de l'étape                         |
| DSQ                              | Indique un coureur qui a été disqualifié de la course, suivi du numéro de l'étape                    | *                                      | Indique un coureuse en lice pour le classement de la meilleure jeune (coureuses nées après le 1er janvier 1996) |

| SD Worx SDW | SD Worx SDW                               | SD Worx SDW |
| ----------- | ----------------------------------------- | ----------- |
| Num         | Coureuse                                  | Pos         |
| 1           | Lonneke Uneken (NED)                      | 4e          |
| 2           | Christine Majerus (LUX) (route et chrono) | 12e         |
| 3           | Jolien D'Hoore (BEL)                      | 17e         |
| 4           | Roxane Fournier (FRA)                     | AB          |
| 5           | Amy Pieters (NED)                         | 5e          |
| 6           | Karol-Ann Canuel (CAN)                    | 16e         |

| Trek-Segafredo TFS | Trek-Segafredo TFS               | Trek-Segafredo TFS |
| ------------------ | -------------------------------- | ------------------ |
| Num                | Coureuse                         | Pos                |
| 11                 | Amalie Dideriksen (DEN) (chrono) | AB                 |
| 12                 | Lauretta Hanson (AUS)            | 24e                |
| 13                 | Chloe Hosking (AUS)              | AB                 |
| 14                 | Shirin van Anrooij (NED)         | AB                 |
| 15                 | Ellen van Dijk (NED)             | 1re                |
| 16                 | Trixi Worrack (GER)              | AB                 |

| Movistar Team MOV | Movistar Team MOV            | Movistar Team MOV |
| ----------------- | ---------------------------- | ----------------- |
| Num               | Coureuse                     | Pos               |
| 21                | Barbara Guarischi (ITA)      | AB                |
| 22                | Alicia González (ESP)        | 21e               |
| 23                | Emma Norsgaard (DEN) (route) | 3e                |
| 24                | Sheyla Gutiérrez (ESP)       | AB                |
| 25                | Lourdes Oyarbide (ESP)       | AB                |
| 26                | Alba Teruel (ESP)            | AB                |

| Canyon-SRAM Racing CSR | Canyon-SRAM Racing CSR               | Canyon-SRAM Racing CSR |
| ---------------------- | ------------------------------------ | ---------------------- |
| Num                    | Coureuse                             | Pos                    |
| 31                     | Alice Barnes (GBR)                   | 7e                     |
| 32                     | Elise Chabbey (SUI) (route)          | 15e                    |
| 33                     | Lisa Klein (GER)                     | 6e                     |
| 34                     | Alexis Magner (USA)                  | 25e                    |
| 35                     | Omer Shapira (ISR) (route et chrono) | AB                     |
| 36                     | Hannah Ludwig (GER)                  | AB                     |

| Team DSM DSM | Team DSM DSM           | Team DSM DSM |
| ------------ | ---------------------- | ------------ |
| Num          | Coureuse               | Pos          |
| 41           | Susanne Andersen (NOR) | 22e          |
| 42           | Pfeiffer Georgi (GBR)  | 19e          |
| 43           | Leah Kirchmann (CAN)   | AB           |
| 44           | Lorena Wiebes (NED)    | AB           |
| 45           | Esmée Peperkamp (NED)  | AB           |
| 46           | Julia Soek (NED)       | AB           |

| FDJ-Nouvelle Aquitaine-Futuroscope FDJ | FDJ-Nouvelle Aquitaine-Futuroscope FDJ | FDJ-Nouvelle Aquitaine-Futuroscope FDJ |
| -------------------------------------- | -------------------------------------- | -------------------------------------- |
| Num                                    | Coureuse                               | Pos                                    |
| 51                                     | Brodie Chapman (AUS)                   | 30e                                    |
| 52                                     | Eugénie Duval (FRA)                    | AB                                     |
| 53                                     | Maëlle Grossetête (FRA)                | 14e                                    |
| 54                                     | Victorie Guilman (FRA)                 | AB                                     |
| 55                                     | Lauren Kitchen (AUS)                   | AB                                     |
| 56                                     | Jade Wiel (FRA)                        | 34e                                    |

| Jumbo-Visma Women Team TJV | Jumbo-Visma Women Team TJV | Jumbo-Visma Women Team TJV |
| -------------------------- | -------------------------- | -------------------------- |
| Num                        | Coureuse                   | Pos                        |
| 61                         | Karlijn Swinkels (NED)     | 28e                        |
| 62                         | Pernille Mathiesen (DEN)   | AB                         |
| 63                         | Anna Henderson (GBR)       | 10e                        |
| 64                         | Romy Kasper (GER)          | 13e                        |
| 65                         | Teuntje Beekhuis (NED)     | 8e                         |

| Ceratizit-WNT Pro Cycling WNT | Ceratizit-WNT Pro Cycling WNT | Ceratizit-WNT Pro Cycling WNT |
| ----------------------------- | ----------------------------- | ----------------------------- |
| Num                           | Coureuse                      | Pos                           |
| 71                            | Kirsten Wild (NED)            | 23e                           |
| 72                            | Lisa Brennauer (GER) (route)  | 2e                            |
| 73                            | Franziska Brauße (GER)        | AB                            |
| 74                            | Julie Norman Leth (DEN)       | AB                            |
| 75                            | Marta Lach (POL) (route)      | 18e                           |
| 76                            | Lea Lin Teutenberg (GER)      | AB                            |

| Parkhotel Valkenburg PHV | Parkhotel Valkenburg PHV  | Parkhotel Valkenburg PHV |
| ------------------------ | ------------------------- | ------------------------ |
| Num                      | Coureuse                  | Pos                      |
| 81                       | Femke Markus (NED)        | 26e                      |
| 82                       | Leonie Bos (NED)          | AB                       |
| 83                       | Femke Gerritse (NED)      | AB                       |
| 84                       | Nina Buysman (NED)        | AB                       |
| 85                       | Mischa Bredewold (NED)    | 27e                      |
| 86                       | Amber van der Hulst (NED) | 9e                       |

| NXTG Racing NXG | NXTG Racing NXG       | NXTG Racing NXG |
| --------------- | --------------------- | --------------- |
| Num             | Coureuse              | Pos             |
| 91              | Shari Bossuyt (BEL)   | AB              |
| 92              | Charlotte Kool (NED)  | AB              |
| 93              | Britt Knaven (BEL)    | AB              |
| 94              | Ilse Pluimers (NED)   | AB              |
| 95              | Maud Rijnbeek (NED)   | AB              |
| 96              | Mylène de Zoete (NED) | AB              |

| Drops-Le Col DRP | Drops-Le Col DRP              | Drops-Le Col DRP |
| ---------------- | ----------------------------- | ---------------- |
| Num              | Coureuse                      | Pos              |
| 101              | Joscelin Lowden (GBR)         | 11e              |
| 102              | Emilie Moberg (NOR)           | AB               |
| 103              | Marjolein van 't Geloof (NED) | AB               |
| 104              | Elise Marie Olsen (NOR)       | AB               |
| 105              | April Tacey (GBR)             | AB               |
| 106              | Maike van der Duin (NED)      | 20e              |

| Andy Schleck-CP NVST-Immo Losch ASC | Andy Schleck-CP NVST-Immo Losch ASC | Andy Schleck-CP NVST-Immo Losch ASC |
| ----------------------------------- | ----------------------------------- | ----------------------------------- |
| Num                                 | Coureuse                            | Pos                                 |
| 111                                 | Fabienne Buri (SUI)                 | AB                                  |
| 112                                 | Georgia Danford (AUS)               | AB                                  |
| 113                                 | Line Marie Gulliksen (NOR)          | AB                                  |
| 114                                 | Léna Mettraux (SUI)                 | AB                                  |
| 115                                 | Zsófia Szabó (HUN)                  | AB                                  |
| 116                                 | Sandra Weiss (SUI)                  | AB                                  |

| GT Krush Tunap BPC | GT Krush Tunap BPC     | GT Krush Tunap BPC |
| ------------------ | ---------------------- | ------------------ |
| Num                | Coureuse               | Pos                |
| 121                | Quinty Ton (NED)       | 32e                |
| 122                | Clara Lundmark (SWE)   | AB                 |
| 123                | Daniek Hengeveld (NED) | AB                 |
| 124                | Melissa van Neck (CZE) | AB                 |
| 125                | Nathalie Eklund (SWE)  | AB                 |
| 126                | Marissa Baks (NED)     | AB                 |

| Cams Basso CAT | Cams Basso CAT        | Cams Basso CAT |
| -------------- | --------------------- | -------------- |
| Num            | Coureuse              | Pos            |
| 141            | Emma Edwards (USA)    | AB             |
| 142            | Jessica Finney (GBR)  | AB             |
| 143            | Clover Murray (GBR)   | AB             |
| 144            | Hayley Simmonds (GBR) | AB             |
| 145            | Jo Tindley (GBR)      | AB             |
| 146            | Kate Wootton (GBR)    | AB             |

| Allemagne GER | Allemagne GER          | Allemagne GER |
| ------------- | ---------------------- | ------------- |
| Num           | Coureuse               | Pos           |
| 151           | Mieke Kröger           | AB            |
| 152           | Christa Riffel         | AB            |
| 153           | Lena Charlotte Reißner | AB            |
| 155           | Gudrun Stock           | 29e           |
| 156           | Katharina Hechler      | AB            |

| Pays-Bas NED | Pays-Bas NED        | Pays-Bas NED |
| ------------ | ------------------- | ------------ |
| Num          | Coureuse            | Pos          |
| 161          | Eva Jonkers         | AB           |
| 162          | Nicole Steigenga    | 31e          |
| 163          | Bente van Teeseling | AB           |
| 164          | Sofie van Rooijen   | 33e          |
| 165          | Ilse Grit           | AB           |
| 166          | Eline Van Rooijen   | AB           |

| SD Worx SDW | SD Worx SDW                               | SD Worx SDW |
| ----------- | ----------------------------------------- | ----------- |
| Num         | Coureuse                                  | Pos         |
| 1           | Lonneke Uneken (NED)                      | 4e          |
| 2           | Christine Majerus (LUX) (route et chrono) | 12e         |
| 3           | Jolien D'Hoore (BEL)                      | 17e         |
| 4           | Roxane Fournier (FRA)                     | AB          |
| 5           | Amy Pieters (NED)                         | 5e          |
| 6           | Karol-Ann Canuel (CAN)                    | 16e         |

| Trek-Segafredo TFS | Trek-Segafredo TFS               | Trek-Segafredo TFS |
| ------------------ | -------------------------------- | ------------------ |
| Num                | Coureuse                         | Pos                |
| 11                 | Amalie Dideriksen (DEN) (chrono) | AB                 |
| 12                 | Lauretta Hanson (AUS)            | 24e                |
| 13                 | Chloe Hosking (AUS)              | AB                 |
| 14                 | Shirin van Anrooij (NED)         | AB                 |
| 15                 | Ellen van Dijk (NED)             | 1re                |
| 16                 | Trixi Worrack (GER)              | AB                 |

| Movistar Team MOV | Movistar Team MOV            | Movistar Team MOV |
| ----------------- | ---------------------------- | ----------------- |
| Num               | Coureuse                     | Pos               |
| 21                | Barbara Guarischi (ITA)      | AB                |
| 22                | Alicia González (ESP)        | 21e               |
| 23                | Emma Norsgaard (DEN) (route) | 3e                |
| 24                | Sheyla Gutiérrez (ESP)       | AB                |
| 25                | Lourdes Oyarbide (ESP)       | AB                |
| 26                | Alba Teruel (ESP)            | AB                |

| Canyon-SRAM Racing CSR | Canyon-SRAM Racing CSR               | Canyon-SRAM Racing CSR |
| ---------------------- | ------------------------------------ | ---------------------- |
| Num                    | Coureuse                             | Pos                    |
| 31                     | Alice Barnes (GBR)                   | 7e                     |
| 32                     | Elise Chabbey (SUI) (route)          | 15e                    |
| 33                     | Lisa Klein (GER)                     | 6e                     |
| 34                     | Alexis Magner (USA)                  | 25e                    |
| 35                     | Omer Shapira (ISR) (route et chrono) | AB                     |
| 36                     | Hannah Ludwig (GER)                  | AB                     |

| Team DSM DSM | Team DSM DSM           | Team DSM DSM |
| ------------ | ---------------------- | ------------ |
| Num          | Coureuse               | Pos          |
| 41           | Susanne Andersen (NOR) | 22e          |
| 42           | Pfeiffer Georgi (GBR)  | 19e          |
| 43           | Leah Kirchmann (CAN)   | AB           |
| 44           | Lorena Wiebes (NED)    | AB           |
| 45           | Esmée Peperkamp (NED)  | AB           |
| 46           | Julia Soek (NED)       | AB           |

| FDJ-Nouvelle Aquitaine-Futuroscope FDJ | FDJ-Nouvelle Aquitaine-Futuroscope FDJ | FDJ-Nouvelle Aquitaine-Futuroscope FDJ |
| -------------------------------------- | -------------------------------------- | -------------------------------------- |
| Num                                    | Coureuse                               | Pos                                    |
| 51                                     | Brodie Chapman (AUS)                   | 30e                                    |
| 52                                     | Eugénie Duval (FRA)                    | AB                                     |
| 53                                     | Maëlle Grossetête (FRA)                | 14e                                    |
| 54                                     | Victorie Guilman (FRA)                 | AB                                     |
| 55                                     | Lauren Kitchen (AUS)                   | AB                                     |
| 56                                     | Jade Wiel (FRA)                        | 34e                                    |

| Jumbo-Visma Women Team TJV | Jumbo-Visma Women Team TJV | Jumbo-Visma Women Team TJV |
| -------------------------- | -------------------------- | -------------------------- |
| Num                        | Coureuse                   | Pos                        |
| 61                         | Karlijn Swinkels (NED)     | 28e                        |
| 62                         | Pernille Mathiesen (DEN)   | AB                         |
| 63                         | Anna Henderson (GBR)       | 10e                        |
| 64                         | Romy Kasper (GER)          | 13e                        |
| 65                         | Teuntje Beekhuis (NED)     | 8e                         |

| Ceratizit-WNT Pro Cycling WNT | Ceratizit-WNT Pro Cycling WNT | Ceratizit-WNT Pro Cycling WNT |
| ----------------------------- | ----------------------------- | ----------------------------- |
| Num                           | Coureuse                      | Pos                           |
| 71                            | Kirsten Wild (NED)            | 23e                           |
| 72                            | Lisa Brennauer (GER) (route)  | 2e                            |
| 73                            | Franziska Brauße (GER)        | AB                            |
| 74                            | Julie Norman Leth (DEN)       | AB                            |
| 75                            | Marta Lach (POL) (route)      | 18e                           |
| 76                            | Lea Lin Teutenberg (GER)      | AB                            |

| Parkhotel Valkenburg PHV | Parkhotel Valkenburg PHV  | Parkhotel Valkenburg PHV |
| ------------------------ | ------------------------- | ------------------------ |
| Num                      | Coureuse                  | Pos                      |
| 81                       | Femke Markus (NED)        | 26e                      |
| 82                       | Leonie Bos (NED)          | AB                       |
| 83                       | Femke Gerritse (NED)      | AB                       |
| 84                       | Nina Buysman (NED)        | AB                       |
| 85                       | Mischa Bredewold (NED)    | 27e                      |
| 86                       | Amber van der Hulst (NED) | 9e                       |

| NXTG Racing NXG | NXTG Racing NXG       | NXTG Racing NXG |
| --------------- | --------------------- | --------------- |
| Num             | Coureuse              | Pos             |
| 91              | Shari Bossuyt (BEL)   | AB              |
| 92              | Charlotte Kool (NED)  | AB              |
| 93              | Britt Knaven (BEL)    | AB              |
| 94              | Ilse Pluimers (NED)   | AB              |
| 95              | Maud Rijnbeek (NED)   | AB              |
| 96              | Mylène de Zoete (NED) | AB              |

| Drops-Le Col DRP | Drops-Le Col DRP              | Drops-Le Col DRP |
| ---------------- | ----------------------------- | ---------------- |
| Num              | Coureuse                      | Pos              |
| 101              | Joscelin Lowden (GBR)         | 11e              |
| 102              | Emilie Moberg (NOR)           | AB               |
| 103              | Marjolein van 't Geloof (NED) | AB               |
| 104              | Elise Marie Olsen (NOR)       | AB               |
| 105              | April Tacey (GBR)             | AB               |
| 106              | Maike van der Duin (NED)      | 20e              |

| Andy Schleck-CP NVST-Immo Losch ASC | Andy Schleck-CP NVST-Immo Losch ASC | Andy Schleck-CP NVST-Immo Losch ASC |
| ----------------------------------- | ----------------------------------- | ----------------------------------- |
| Num                                 | Coureuse                            | Pos                                 |
| 111                                 | Fabienne Buri (SUI)                 | AB                                  |
| 112                                 | Georgia Danford (AUS)               | AB                                  |
| 113                                 | Line Marie Gulliksen (NOR)          | AB                                  |
| 114                                 | Léna Mettraux (SUI)                 | AB                                  |
| 115                                 | Zsófia Szabó (HUN)                  | AB                                  |
| 116                                 | Sandra Weiss (SUI)                  | AB                                  |

| GT Krush Tunap BPC | GT Krush Tunap BPC     | GT Krush Tunap BPC |
| ------------------ | ---------------------- | ------------------ |
| Num                | Coureuse               | Pos                |
| 121                | Quinty Ton (NED)       | 32e                |
| 122                | Clara Lundmark (SWE)   | AB                 |
| 123                | Daniek Hengeveld (NED) | AB                 |
| 124                | Melissa van Neck (CZE) | AB                 |
| 125                | Nathalie Eklund (SWE)  | AB                 |
| 126                | Marissa Baks (NED)     | AB                 |

| Cams Basso CAT | Cams Basso CAT        | Cams Basso CAT |
| -------------- | --------------------- | -------------- |
| Num            | Coureuse              | Pos            |
| 141            | Emma Edwards (USA)    | AB             |
| 142            | Jessica Finney (GBR)  | AB             |
| 143            | Clover Murray (GBR)   | AB             |
| 144            | Hayley Simmonds (GBR) | AB             |
| 145            | Jo Tindley (GBR)      | AB             |
| 146            | Kate Wootton (GBR)    | AB             |

| Allemagne GER | Allemagne GER          | Allemagne GER |
| ------------- | ---------------------- | ------------- |
| Num           | Coureuse               | Pos           |
| 151           | Mieke Kröger           | AB            |
| 152           | Christa Riffel         | AB            |
| 153           | Lena Charlotte Reißner | AB            |
| 155           | Gudrun Stock           | 29e           |
| 156           | Katharina Hechler      | AB            |

| Pays-Bas NED | Pays-Bas NED        | Pays-Bas NED |
| ------------ | ------------------- | ------------ |
| Num          | Coureuse            | Pos          |
| 161          | Eva Jonkers         | AB           |
| 162          | Nicole Steigenga    | 31e          |
| 163          | Bente van Teeseling | AB           |
| 164          | Sofie van Rooijen   | 33e          |
| 165          | Ilse Grit           | AB           |
| 166          | Eline Van Rooijen   | AB           |

### Partenaires
La course est financée par Healthy Ageing.